# Wallace-emlékmű
A Wallace-emlékmű (teljes nevén Nemzeti Wallace-emlékmű) egy, a skóciai Abbey Craig tetején álló torony, Stirling mellett. William Wallace 13. századi skót hazafi emlékére emelték.
A torony építését alapítványi pénzből teremtették meg, hogy a skót öntudatot megerősítsék a 19. században, ennek ellenére külföldi támogatók is akadtak, köztük Giuseppe Garibaldi olasz szabadságharcos. 1869-re készült el, John Thomas Rochead építette, 18 000 fontba került. 220 láb magas homokkő torony lett, Viktória-kori gót (neogót) stílusban épült. Az Abbey Craig-en áll, egy sziklán, ahonnan Wallace is figyelhette az ellenséget.
Az emlékmű nyitva áll a nagyközönség számára. A látogatóknak 246 csigalépcsőn kell feljutniuk a kilátóba. A Wallace-hoz tartozónak vélt tárgyak kiállítása látható még a toronyban, köztük a kardja. 

## Rettenthetetlen: kulturális hatás

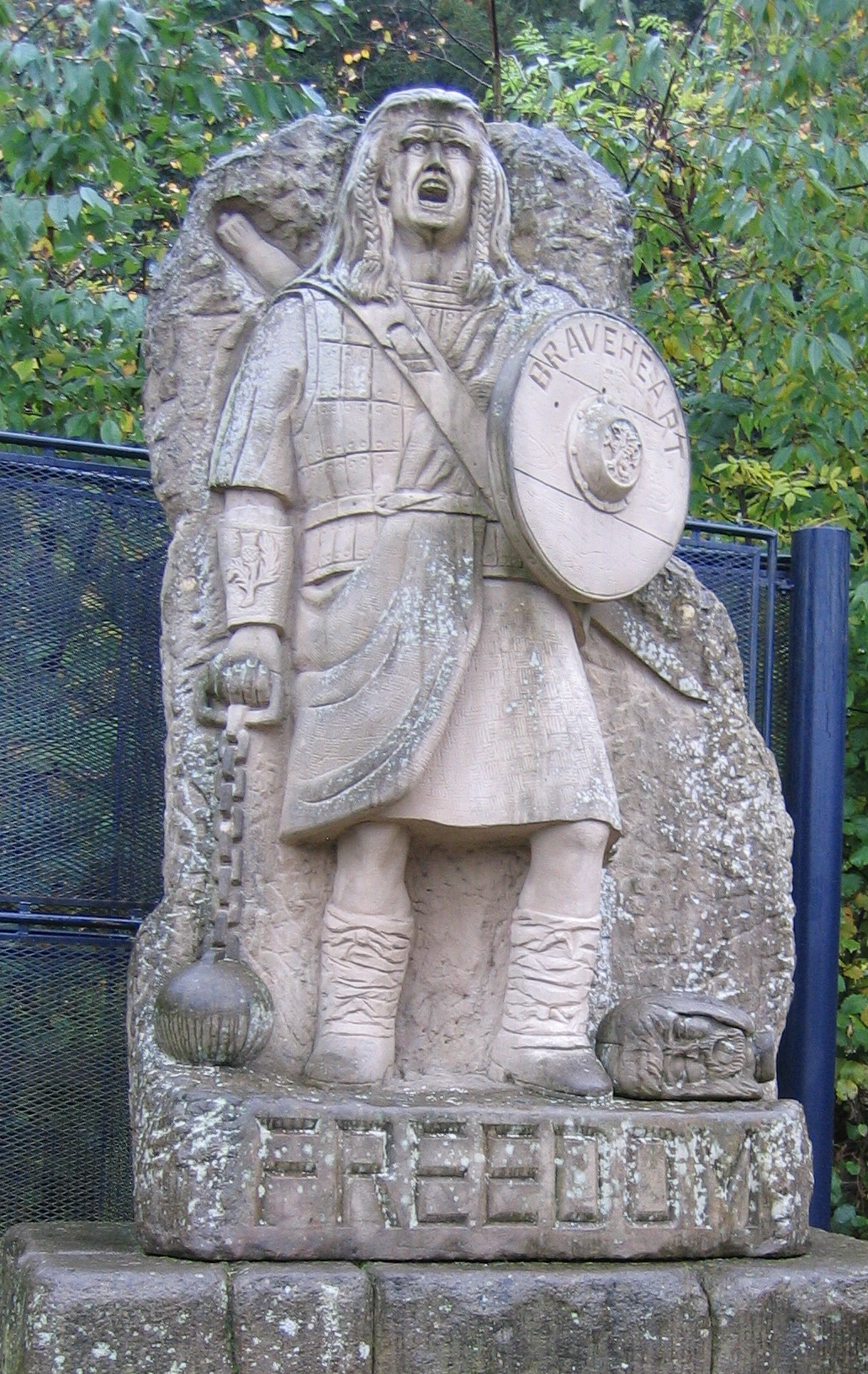
William Wallace szobra az emlékműnél.

1997-ben "William Wallace" szobrát helyezték el az emlékműhöz. A szobor mindazonáltal nem Wallace történelmi arcát mutatja be, hanem úgy tűnik, Mel Gibson szolgált modellül a szoborhoz. A szobor pajzsán olvasható is a Rettenthetetlen szó, ami a hasonló című filmre utal.
William Temby azt állította, ez a szobor zavarta a skótokat, ezért kérték, hogy helyezzék át. A hivatalnokok megtagadták a kérés teljesítését, így a szobor vandalizmus áldozata lett. Ennek hatására, egy olyan szobrot, melynek a Szabadság szó szerepel a talpazatán, és őrizni kellett. Ezután a szobrot 350 000 fontért kínálták eladásra. 2008-ban a szobrot elmozdították a helyéről, a toronyba került, az új étterem és a recepció mellé. Végül ingyen felajánlották Donald Trump egyik szállodája számára.